# Customer Premises Equipment
Pour les articles homonymes, voir CPE.
Customer-premises equipment (CPE), anglais pour « équipement dans les locaux du client », désigne tout équipement installé dans le site d'un client (particulier, entreprise…) et qui est raccordé à l'infrastructure d'un opérateur/fournisseur de service.

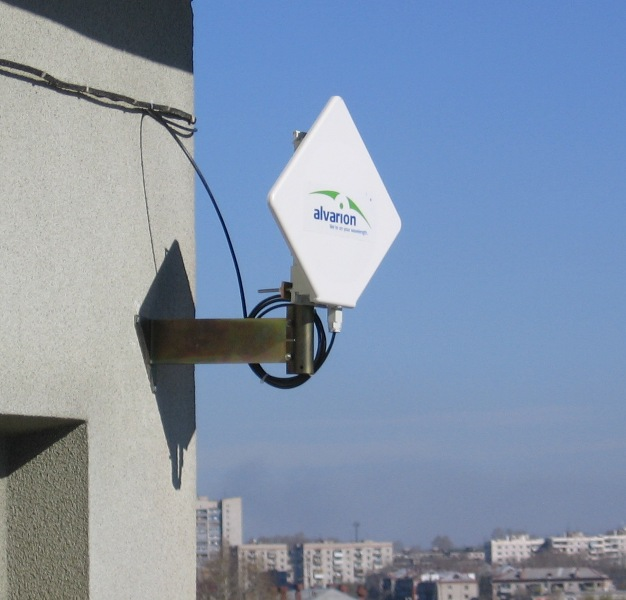
Un CPE Wimax Alvarion

Ce raccordement a lieu dans un Point Of Presence (POP), via une boucle locale.

## Exemples de CPE
- Un routeur raccordé en FR (Frame Relay ) dans le cadre d'un service de RPV FR (réseau privé virtuel) fourni par un opérateur comme Orange , Cegetel , SIRIS , etc.
- Un routeur raccordé en IP (Internet Protocol ) dans le cadre d'un service de RPV IP (IP VPN) fourni par un opérateur comme ceux listés ci-dessus.

## Rôles d'un CPE
Un CPE joue simultanément un rôle :
- de client vis-à-vis de l'infrastructure de l'opérateur ;
- d'ETTD dans le modèle de l'UIT-T, l'équipement du POP auquel il est raccordé jouant un rôle d'ETCD (ou DCE pour Data circuit-terminating equipment).

### Exemples
- Dans l'exemple FR ci-avant, le routeur jouera ainsi un rôle d'ETTD-2, ETTD de niveau 2 puisque le FR est un protocole de niveau 2. L'ETCD-2 du POP sera un commutateur FR, un commutateur ATM avec des portes FR, etc.
- Dans l'exemple IP ci-avant, le CPE jouera un rôle d'ETTD-3 puisque IP est un protocole de niveau 3. Il sera appelé CE dans le modèle MPLS et raccordé dans le POP à un PE router (en) qui aura le rôle d'ETCD-3.